# Manakin à panache doré
Neopelma chrysocephalum
Espèce
Statut de conservation UICN

 LC  : Préoccupation mineure
Le Manakin à panache doré (Neopelma chrysocephalum) est une espèce de passereau de la famille des pipridés.

## Répartition

Cet oiseau vit au Brésil, en Colombie, en Guyane française, au Guyana, au Suriname, au Venezuela et aussi dans le nord du Pérou.

## Habitat
Son habitat naturel est la forêt tropicale ou subtropicale humide en plaine et les zones arbustives subtropicales ou tropicales sèches.